# Рэп (альбом)
«Рэп» — третий альбом советской музыкальной группы «Час пик» из Куйбышева, выпущенный в 1984 году. Стал первым рэп-альбомом на русском языке, иными словами — первым изданием в истории русского хип-хопа.

## Список композиций
В альбом входят шесть композиций.
| №                   | Название            | Длительность |
| ------------------- | ------------------- | ------------ |
| 1.                  | «Вступление»        | 0:57         |
| 2.                  | «Дискотека»         | 10:05        |
| 3.                  | «Суббота»           | 3:30         |
| 4.                  | «Рэп»               | 6:07         |
| 5.                  | «Потанцуй»          | 1:37         |
| 6.                  | «Проходит Время»    | 2:27         |
| Общая длительность: | Общая длительность: | 24:43        |